# Nützenberg
Der Nützenberg ist eine 259,3 Meter hohe Erhebung im Westen der Stadt Wuppertal und gleichzeitig Namensgeber für das Wohnquartier Nützenberg.

## Topologie
Er liegt auf dem Gebiet des Stadtbezirks Elberfeld-West zwischen den beiden Stadtteilen Elberfeld und Vohwinkel. Der fast 260 Meter hohe Berg liegt nördlich der Wupper und der parallel zu ihr verlaufenden Bundesstraße 7 (B 7), der Schwebebahnstrecke und der durch Wuppertal führenden Bahnstrecke Elberfeld–Dortmund. Im Westen und im Norden liegt die Trasse der hier verlaufenden Bundesautobahn 46 (A 46), weiter nördlich liegt der Falkenberg.
Nur etwa 450 Meter Luftlinie südlich befindet sich der Gipfel des 282 Meter hohen Kiesbergs. Hier befindet sich eine der engsten Stellen des Tals der Wupper. Zusammen mit dem Kiesberg bildet der Nützenberg die Naturräumliche Einheit Nützenberger Querriegel (Ordnungsnummer 3371.36).
Auf der der Wupper zugewandten Seite befinden sich Höhlen, die während des Zweiten Weltkriegs als Bunker genutzt wurden. Sie sind aber heute nicht der Öffentlichkeit zugänglich.

## Bebauung
Die Hänge des Nützenberges sind überwiegend recht dicht bebaut, so es die Topografie zulässt. 
Auf der östlichen Bergseite befindet sich das gehobene Wohngebiet des Briller Viertels.
An der südlichen Flanke ziehen sich die gründerzeitlichen Häuser an der Nützenberger Straße empor. Im Westen befinden sich sowohl Einfamilien- als auch Hochhäuser aus den 1960er und 1970er Jahren. Auch die nördliche Seite des Berges ist mit Wohngebäuden bestanden, die weiter nach Norden über die Trasse der hier verlaufenden A 46 hinaus reichen. Dort im Norden hatte der ehemalige Bundespräsident Johannes Rau jahrelang seinen Wohnsitz, bevor er Bundespräsident wurde.
Im südlichen Tal der Wupper befinden sich die Produktionsstätten der Bayer AG.

## Nutzung
Der unbebaute und baumbestandene Gipfel, der Nützenbergpark, ist parkähnlich gestaltet und besitzt zahlreiche Wanderwege, so dass er ein Naherholungsgebiet im Westen von Elberfeld darstellt. Hier befinden sich unter anderem ein Sportplatz, ein Spielplatz und ein Hochseilgarten.

## Bauwerke

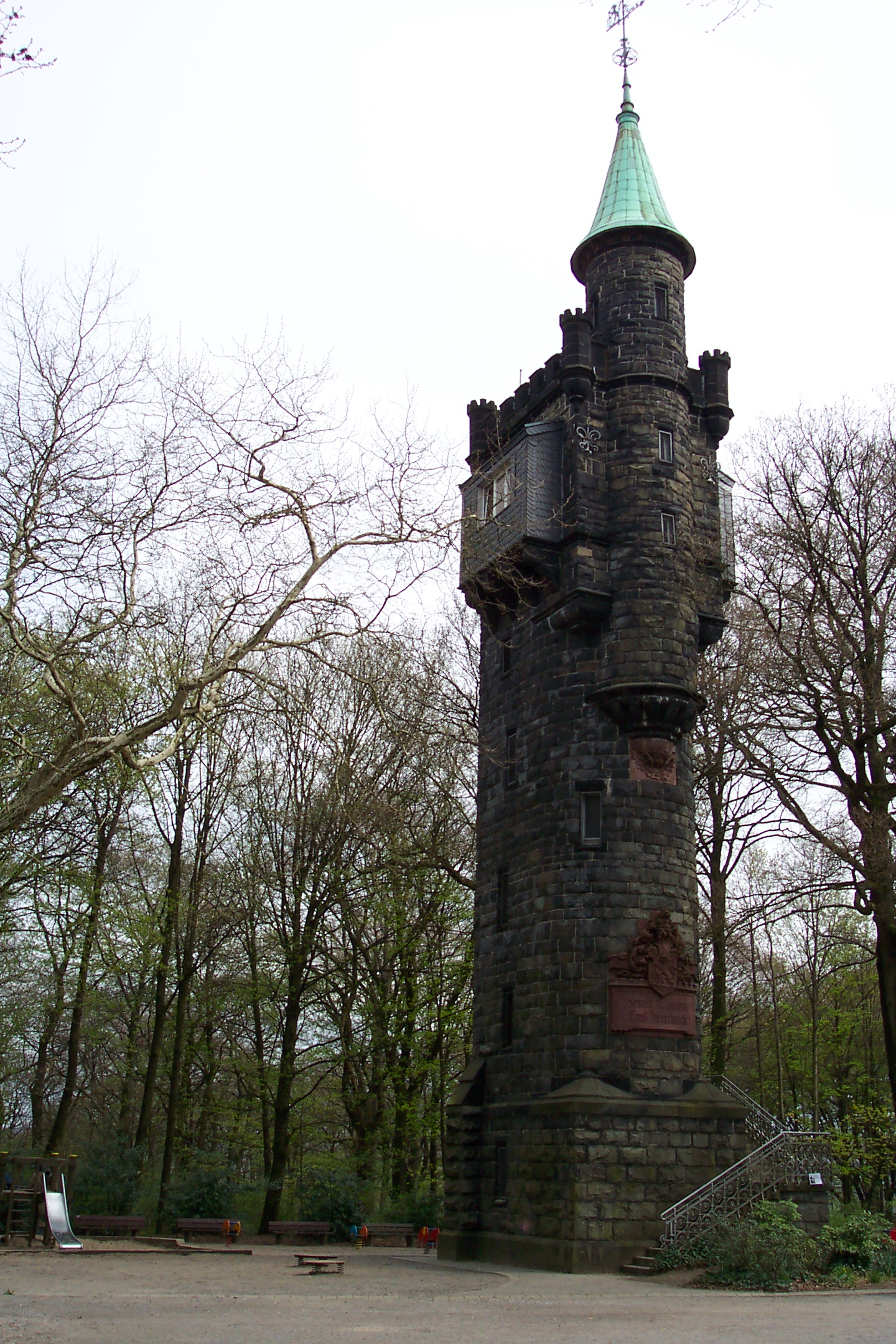
Der Weyerbuschturm

Auf praktisch der höchsten Erhebung steht der Weyerbuschturm, ein Aussichtsturm, der an bestimmten Tagen in den Sommermonaten bestiegen werden kann.
Aus dem südlichen Tal der Wupper kann der Berg auf der Vogelsauer Treppe und der Nützenberger Treppe erstiegen werden. Bei beiden Treppenanlagen handelt es sich um sehr lange Freitreppen in der aufgrund der Topografie an Treppen nicht armen Stadt Wuppertal.
Insgesamt überwinden sie einen Höhenunterschied von gut 80 Metern. Weiter östlich liegt noch die Jakobstreppe.

## Galerie

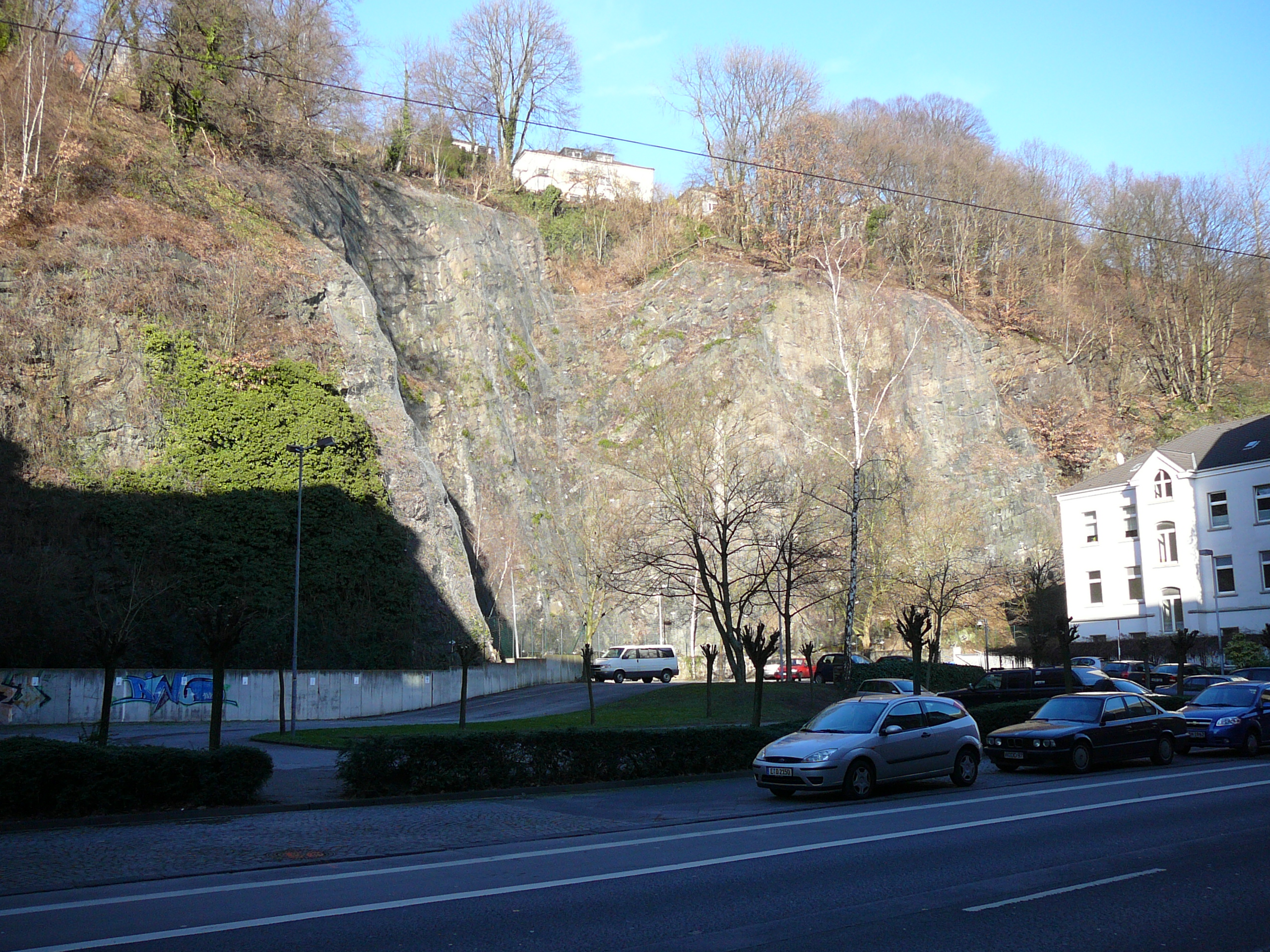
Steile Felshänge an der südlichen Flanke
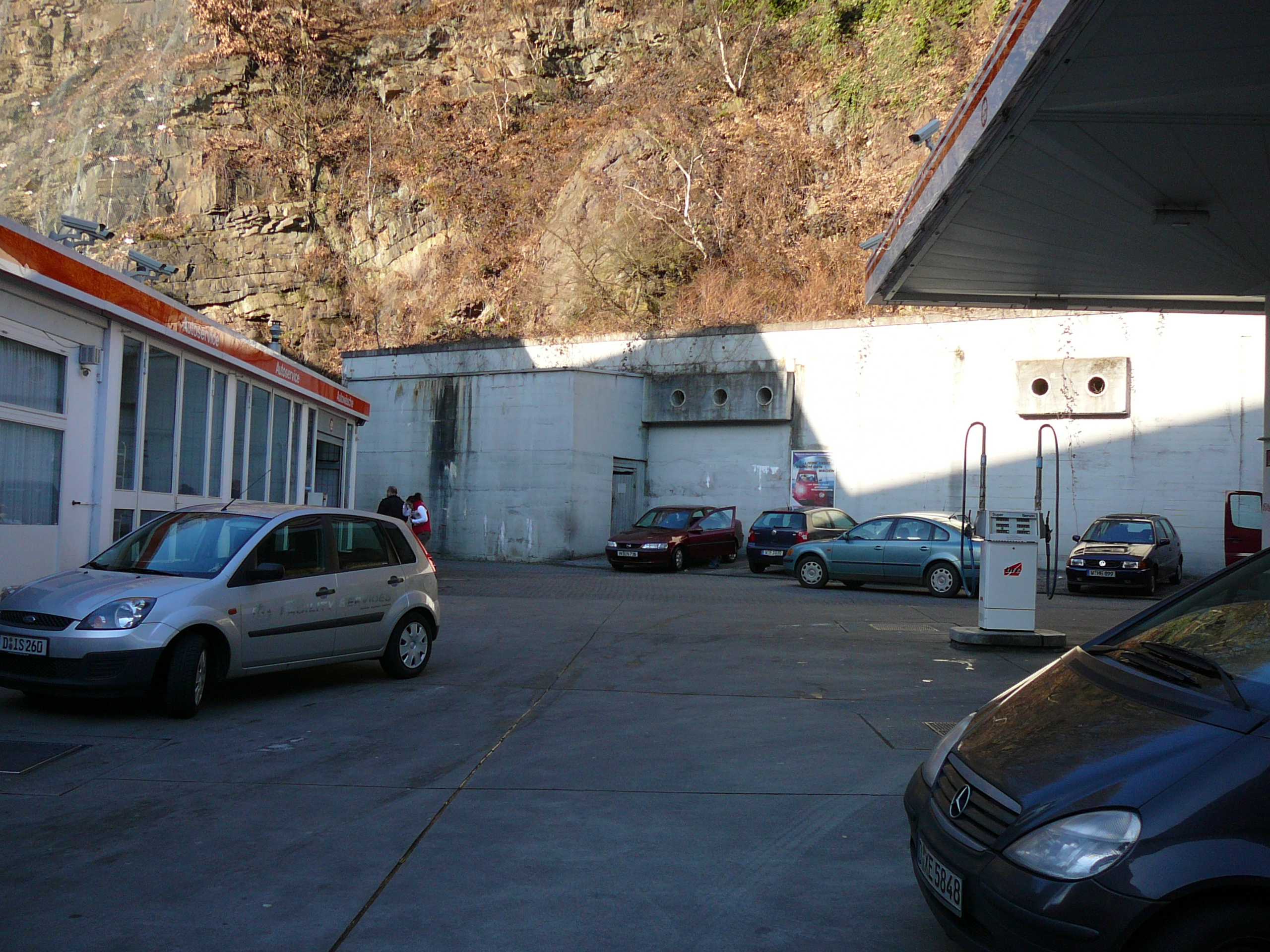
Bunkeranlagen
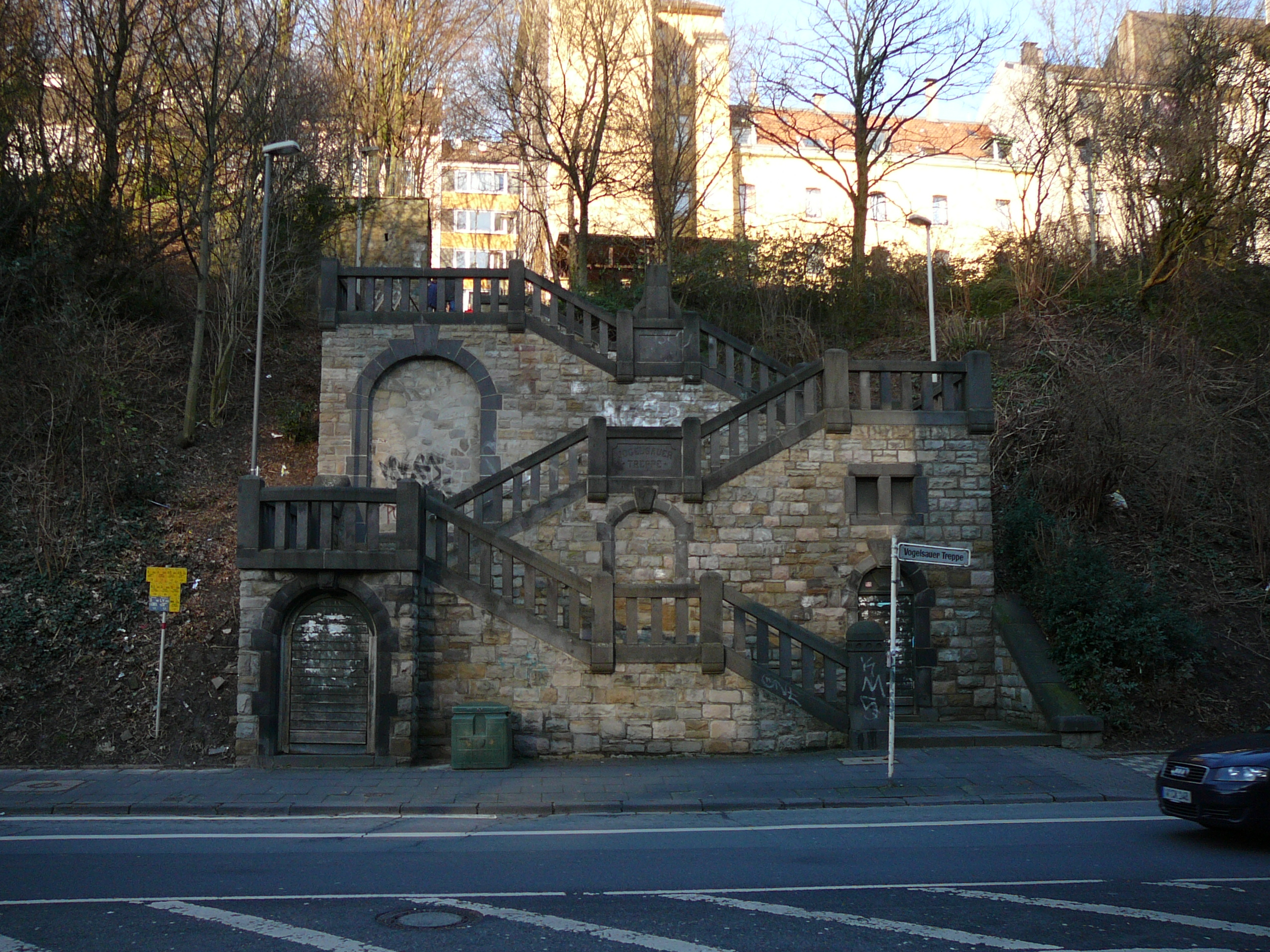
Vogelsauer Treppe
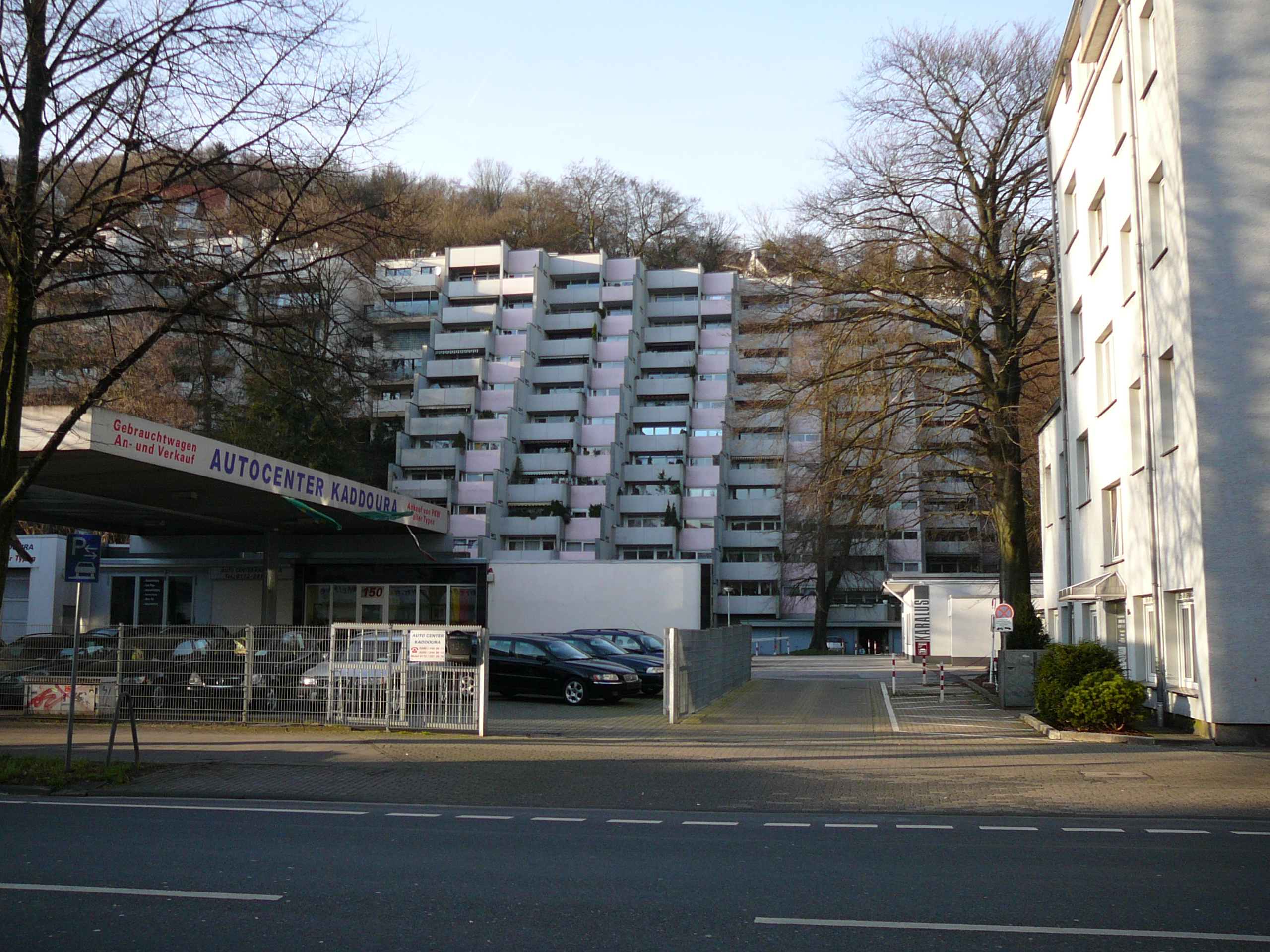
Ungewöhnlicher Wohnungsbau in den 1970ern, auf der oberen Straße nur als zweigeschossige Häuser zu erkennen. Ist vom Tal aus ein 12geschossiges Terrassenhaus.